# Harry Rickards
Harry Rickards nato Henry Benjamin Leete, (Londra, 4 dicembre 1843 – 13 ottobre 1911) è stato un attore e impresario teatrale britannico attivo in Australia.

## Biografia
Figlio di Benjamin Leete, ingegnere capo delle Egyptian railways, venne indirizzato dal padre a studiare ingegneria ed i suoi genitori gli vietarono di frequentare i teatri durante i suoi studi. Sposò Caroline Hayden il 10 marzo 1862 a Londra.

### Carriera teatrale
Rickards sviluppò un talento da cantante comico e venne ingaggiato come vocalist in spettacoli di music hall, dove compariva in locandina come "Harry Rickards". Ottenne una buona reputazione come cantante di canzoni comiche e si trasferì in Australia, giungendo a Melbourne il 28 novembre 1871. Debuttò al  St George's hall di Melbourne il 9 dicembre 1871. Si spostò poi a Sydney dove ottenne un buon successo. Ritornato in patria ottenne un buon successo negli spettacoli di music hall e fu un buon attore di pantomime, specialmente in teatri di provincia. Tornò nuovamente in Australia nel 1885, e per alcuni anni girò il paese con una compagnia di vaudeville ottenendo un buon successo. Intorno al 1893 acquistò il Garrick theatre di Sydney rinominandolo Tivoli e prese il controllo dell'Opera House di Melbourne oltre ad assumere la gestione di diversi altri teatri in tutta l'Australia. Ogni anno tornò in Inghilterra e, nel corso dei successivi diciotto anni, ingaggiò diversi artisti che portò in tour in Australia: fra questi Harry Houdini, Marie Lloyd, Peggy Pryde, Paul Cinquevalli, Little Tich, Ugo Biondi e diversi altri da lui pagati sempre molto bene.

### Morte
Rickards morì in Inghilterra ma venne poi seppellito al Waverley Cemetery di Sydney. Egli si sposò due volte e lasciò la seconda moglie e due figlie. Egli fu un ottimo cantante di canzoni come "Knocked 'em in the Old Kent Road" e "His Lordship Winked at the Counsel" e poi un influente impresario teatrale. Per circa 25 anni il suo nome fu molto noto in Australia ed alla sua morte le sue attività passarono a Hugh D. McIntosh.